# 張立 (元)
張 立（ちょう りつ、生没年不詳）は、モンゴル帝国に仕えた漢人将軍の一人。泰安州長清県の出身。

## 概要
張立は当初は東平地方の大軍閥（漢人世侯）である厳実に仕えた。その後、江淮地方の平定に活躍し、百戸の地位を授けられている。1258年（戊午）、モンケ・カアンが南宋領の四川地方に親征したのに従い、諸道の兵を集めて大獲山に至った。南宋側は山河を大険の要塞としてモンゴルの侵攻を防ごうとしたが、張立は精鋭兵を率いて南宋側の戦船100艘余りを奪う功績を挙げた。その後は釣魚山の包囲戦にも参加して功績を挙げたが、この包囲戦中にモンケ・カアンは病にかかり急死してしまった。モンケ・カアンの没後に起こった帝位継承戦争ではクビライの側につき、クビライと帝位を争うアリクブケを討伐するために北征し、帰還後は管軍総把の地位を授けられた。 更にその後、侍衛軍千戸から左衛親軍副都指揮使の地位に移っている。
至元14年（1277年）、張立は歩卒1千人を率いてカラコルムに食料輸送するよう命じられ、その道中でコンギラト族の冬営地でもある応昌城に通りかかった。しかしこの時まさにシリギの乱に呼応してジルワダイが応昌城を占拠し、張立の輸送する兵糧を射士3千で以て奪わんとした。異変を察知した張立は即座に兵糧を運ぶ車を中心に柵をめぐらせ、これに対してジルワダイの軍団は矢を斉射した。張立は上都を出立する際に車ごとに板2枚を載せており、これを用いることで矢を防いだ。業を煮やしたジルワダイ軍が接近戦を挑もうとすると、張立は弩弓を斉射することでこれを撃退した。ジルワダイ軍による包囲は数日続いたが、ジルワダイ軍は遂に張立軍の守りを崩すことができず撤退するに至った。この年、衛兵が増設されたが、以上の功績により張立は明威将軍・後衛親軍都指揮使に抜擢された。しかしそれからまもなく老齢を理由に職を退き、その後は息子の張珪、ついで孫の張伯潜が跡を継いだ。